# Absolutego
 (novembre 2015).
Si vous disposez d'ouvrages ou d'articles de référence ou si vous connaissez des sites web de qualité traitant du thème abordé ici, merci de compléter l'article en donnant les références utiles à sa vérifiabilité et en les liant à la section « Notes et références ».
Albums de Boris
Amplifier Worship
(1998)
Absolutego est le premier album studio du groupe japonais Boris, sorti en 1996 sous le propre label du groupe, Fangs Anal Satan.
L'album se compose uniquement d'une unique chanson de 60 min 15 s dans l'édition originale japonaise et de 65 min 35 s dans la ré-édition américaine de 2001.
Il dispose, également, de deux pochettes différentes. La version japonaise représente une jeune fille tenant un long serpent dans ses bras, la version américaine affiche la chanteuse-guitariste Wata jouant de sa guitare.
Cette dernière version compte une chanson bonus Dronevil 2.

## Historique
Quelque temps après la première tournée de Boris aux États-Unis aux côtés de Thrones en 1996, le groupe a commencé à travailler sur leur premier album et à enregistrer une seule chanson d'une heure, s'inspirant des Melvins et de Earth.  Selon un dossier de presse pour la réédition de 2001, Southern Lord a déclaré que le groupe avait réussi à enregistrer et à sortir l'album avant que Sleep n'ait terminé Dopesmoker. Mis à part l'album collaboration avec Merzbow, Sun Baked Snow Cave, c'est le seul album à morceau long du groupe à ne pas être divisé en plusieurs parties.
La version originale de l'album est sortie en 1996 via Fangs Anal Satan. Quelques années plus tard, le groupe signait avec Southern Lord Records, leur première sortie sur ce label étant une réédition de l'album. Cette version sort le 20 février 2001 avec un audio remasterisé, de nouvelles illustrations et une piste bonus intitulée Dronevil 2, enregistrée en 1997 au Sound Square. Initialement publiée avec un écrin orange avant d'être rééditée avec un écrin traditionnel, cette version serait appelée Absolutego+ (Special Low Frequency Version), un hommage au deuxième album emblématique d'Earth, Earth 2: Special Low Frequency Version.
En juillet 2010, Southern Lord sortait Absolutego+ (avec Amplifier Worship) pour la première fois sur vinyle, limité à 2000 sur vinyle noir et 1000 sur rouge.  L'album est réparti sur les quatre côtés avec Dronevil 2, également sur la quatrième face.
Notamment, le titre de Dronevil serait également une chanson apparue sur Mangrove 2002 et le nom du double album du même nom.  Sur l'album Dear, le groupe a composé une chanson de cinq minutes intitulée Absolutego, partageant le même titre que l'album et peut-être comme un clin d'œil à leurs premières années, car le groupe avait initialement prévu que Dear soit leur dernier album.

## Liste des titres
| Absolutego [Édition japonaise originale, 1996] | Absolutego [Édition japonaise originale, 1996] | Absolutego [Édition japonaise originale, 1996] | Absolutego [Édition japonaise originale, 1996] | Absolutego [Édition japonaise originale, 1996] | Absolutego [Édition japonaise originale, 1996] | Absolutego [Édition japonaise originale, 1996] | Absolutego [Édition japonaise originale, 1996] | Absolutego [Édition japonaise originale, 1996] | Absolutego [Édition japonaise originale, 1996] |
| No                                             | Titre                                          | Durée                                          |                                                |                                                |                                                |                                                |                                                |                                                |                                                |
| ---------------------------------------------- | ---------------------------------------------- | ---------------------------------------------- | ---------------------------------------------- | ---------------------------------------------- | ---------------------------------------------- | ---------------------------------------------- | ---------------------------------------------- | ---------------------------------------------- | ---------------------------------------------- |
| 1.                                             | Absolutego                                     | 60:15                                          |                                                |                                                |                                                |                                                |                                                |                                                |                                                |
| 60:15                                          |                                                |                                                |                                                |                                                |                                                |                                                |                                                |                                                |                                                |

| Absolutego+ (Special Low Frequency Version) [Ré-édition américaine, 2001] | Absolutego+ (Special Low Frequency Version) [Ré-édition américaine, 2001] | Absolutego+ (Special Low Frequency Version) [Ré-édition américaine, 2001] | Absolutego+ (Special Low Frequency Version) [Ré-édition américaine, 2001] | Absolutego+ (Special Low Frequency Version) [Ré-édition américaine, 2001] | Absolutego+ (Special Low Frequency Version) [Ré-édition américaine, 2001] | Absolutego+ (Special Low Frequency Version) [Ré-édition américaine, 2001] | Absolutego+ (Special Low Frequency Version) [Ré-édition américaine, 2001] | Absolutego+ (Special Low Frequency Version) [Ré-édition américaine, 2001] | Absolutego+ (Special Low Frequency Version) [Ré-édition américaine, 2001] |
| No                                                                        | Titre                                                                     | Durée                                                                     |                                                                           |                                                                           |                                                                           |                                                                           |                                                                           |                                                                           |                                                                           |
| ------------------------------------------------------------------------- | ------------------------------------------------------------------------- | ------------------------------------------------------------------------- | ------------------------------------------------------------------------- | ------------------------------------------------------------------------- | ------------------------------------------------------------------------- | ------------------------------------------------------------------------- | ------------------------------------------------------------------------- | ------------------------------------------------------------------------- | ------------------------------------------------------------------------- |
| 1.                                                                        | Absolutego                                                                | 65:34                                                                     |                                                                           |                                                                           |                                                                           |                                                                           |                                                                           |                                                                           |                                                                           |
| 2.                                                                        | Dronevil 2                                                                | 7:50                                                                      |                                                                           |                                                                           |                                                                           |                                                                           |                                                                           |                                                                           |                                                                           |
| 73:24                                                                     |                                                                           |                                                                           |                                                                           |                                                                           |                                                                           |                                                                           |                                                                           |                                                                           |                                                                           |

## Composition du groupe

### Membres
- Atsuo Mizuno : batterie, chant
- Takeshi Ohtani : chant, guitare basse, guitare rythmique
- Wata : chant, guitare solo, claviers

### Production
- Boris : Producteur
- Kakinuma : Ingénieur
- Just Play Design Uechi : Illustrations et typographie (Logotype)

## Historique des éditions
| Année | Label                 | Format | Pays       | Épuisé ? | Notes |
| ----- | --------------------- | ------ | ---------- | -------- | --- |
| 1996  | Fangs Anal Satan      | CD     | Japon      | Oui      | La pochette représente une fille tenant un grand serpent. La qualité sonore est plus faible que dans les futures versions. |
| 2001  | Southern Lord Records | CD-R   | États-Unis | Oui      | Boitier orange. Nouvelle pochette représentant Wata et sa guitare. Titre bonus américain.                                  |
| 2001  | Southern Lord Records | CD     | États-Unis | Oui      | Même pochette que l'édition limitée américaine, incluant la piste bonus.                                                   |
| 2010  | Southern Lord Records | Vinyle | États-Unis | Oui      | 2 000 vinyle noir, 1 000 vinyle rouge. Nouvelle pochette. Inclus une piste bonus.                                          |